# Joaquín Chapaprieta
Joaquín Chapaprieta Torregrosa (Torrevieja, 26 ottobre 1871 – Madrid, 15 ottobre 1951) è stato un politico spagnolo, Presidente del Consiglio dal 25 settembre al 14 dicembre 1935.